# Iolanda de Burgundia
Iolanda de Burgundia sau Iolanda a II-a de Nevers, (n. decembrie 1247 – d. 2 iunie 1280) a fost contesă de Nevers.
Iolanda era fiică a ducelui Odo de Burgundia cu contesa Matilda de Nevers. La moartea mamei sale din 1262, Iolanda a devenit contesă titulară de Nevers, care titlu presupunea și stăpânirea asupra comitatelor de Tonnerre și Auxerre. Cu toate acestea, în 1273 mediatorii din Parlamentul de la Paris au hotărât ca moștenirea să fie împărțită între cele trei surori: Iolanda a intrat posesia Nevers, Marguerite a obținut Tonnerre, iar Alice a dobândit Auxerre. De asemenea, mătușa lor Agnes a primit fiefurile de Bourbon. De la moartea bunicului ei pe linie paternă, Hugo al IV-lea de Burgundia din 1272, Iolanda și influentul ei soț, viitorul conte Robert al III-lea de Flandra, au emis pretenții asupra Ducatului de Burgundia în baza primogeniturii, fiind vorba de primul dintre copiii născuți ai fiului mai mare al lui Hugo, decedat la acea dată. Totuși, în testamentul său, Hugo al IV-lea l-a numit pe cel de al treilea fiu al său, Robert al II-lea, ca moștenitor al ducatului, acordând nepoatelor sale alte fiefuri. Regele Filip al III-lea al Franței, unul dintre mediatori, a decis în favoarea unchiului ei, care a devenit astfel duce, ca Robert al II-lea.
Prima căsătorie a Iolandei a fost cu Ioan Tristan, conte de Valois, fiul regelui Ludovic al IX-lea al Franței cu Margareta de Provence, în iunie 1265; cei doi nu au avut copii, iar soțul a murit de dizenterie în 1270, la Tunis, pe când participa la Cruciada a opta.
Iolanda s-a recăsătorit în martie 1272 la Auxerre cu Robert, moștenitorul comitatului de Flandra. Copiii lor au fost:
- Ludovic (n. 1272–d. 1322), conte de Nevers și de Rethel. Fiul spu a fost contele Ludovic I de Flandra
- Robert (d. 1331), senior de Marle și de Cassel, căsătorit în (1323) cu Ioana de Bretania (n. 1294–d. 1364), fiică a ducelui Arthur al II-lea de Bretania cu Iolanda, contesă de Montfort, având următorii copii:
  - Ioan, senior de Cassel (d. 1332)
  - Iolanda (n. 1331–d. 1395), căsătorită cu contele Henric al IV-lea de Bar.
- Ioana (d. 1333), căsătorită în 1288 Enguerrand al IV-lea de Coucy (d. 1310), senior de Coucy și viconte de Meaux
- Iolanda (d. 1313), căsătorită în jur de 1287 cu Wautier al II-lea d'Enghien (d. 1309)
- Matilda, căsătorită în jur de 1314 cu Matei de Lorena (d. 1330), senior de Warsberg